# Klanggarten

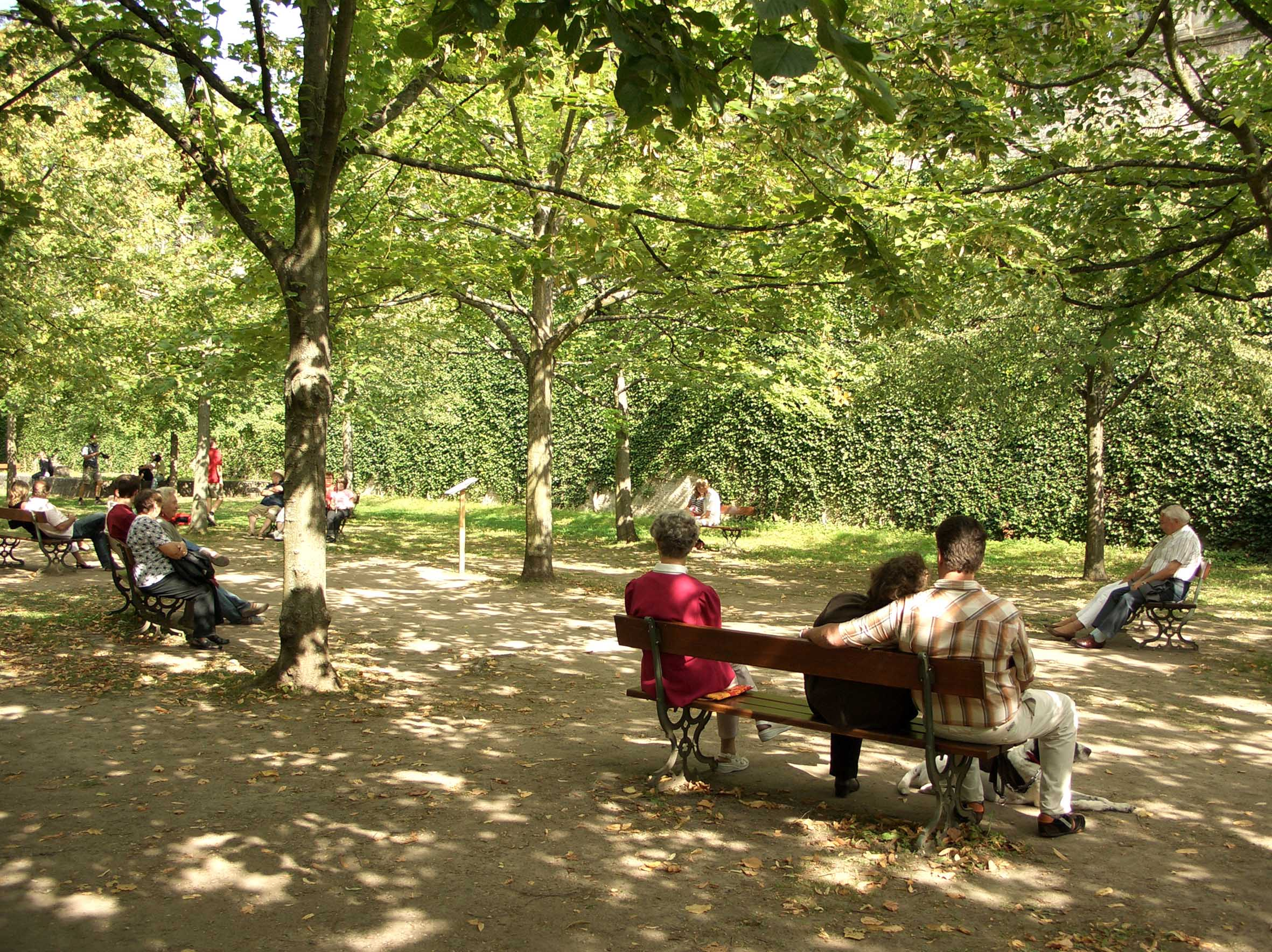
Klanggarten 2006

Klanggarten ist eine aus drei Teilen bestehende Klanginstallation des Komponisten und Klangkünstlers Burkard Schmidl.

## Beschreibung
Die Klanginstallation Klanggarten entstand als Auftragskomposition für die Landesgartenschau 1990 in Würzburg. Das 57-minütige Werk lief ein halbes Jahr lang tagsüber im Loop und wurde über zwölf in Bäumen installierte Lautsprecher übertragen. Aus jeder Box wurde ein separater Kanal und damit ein anderer Bestandteil der  Komposition übertragen. Mit diesen zwölf diskreten Kanälen beschallte Schmidl eine Wiese in der Mitte der Lautsprecheranordnung, auf der die Besucher der Komposition lauschen konnten. Dreifache Quadrofonie oder „Dutzendfonie“ nannte Burkard Schmidl zunächst diesen audiophilen Effekt. In die elektronisch erzeugten Kompositionen verwob er Natur- und Tiergeräusche. In der Musik spiegeln sich Einflüsse aus Klassik und Musikstilen anderer Kulturen.
Parallel wurde der Klanggarten auf dem „Festivals des Hörens“ in Erlangen vorgestellt. 1993 ließ Burkard Schmidl den Begriff Klanggarten beim Deutschen Patentamt als Marke schützen. Im selben Jahr beauftragten ihn die Veranstalter der Internationale Gartenschau Stuttgart EXPO mit Klanggarten Vol.II ein weiteres Werk für die Lautsprecheranordnung zu komponieren. Bei den 9 Millionen Besuchern der IGA wurde das Projekt zum Publikumsmagnet und im Folgejahr realisierte Schmidl drei Klanginstallationen auf deutschen Gartenschauen zur gleichen Zeit.
Der dritte und letzte Teil entstand 1999 für die Landesgartenschau in Olbersdorf und Zittau. Alle drei Projekte wurden seither auf diversen Großveranstaltungen, in Parkanlagen und auf Kunstausstellungen aufgeführt. Neben diesen temporären Klanggärten führte der entspannende Charakter der Kompositionen dazu, dass er auch als musiktherapeutisches Angebot in Kurparks oder im geriatrischen Bereich als Dauer-Installationen eingerichtet wurde. Die Fülle von Aufführungen auf Großveranstaltungen machte Klanggarten zur bekanntesten mehrkanaligen Klanginstallation in Deutschland und brachte das Genre einem großen Publikum nahe.

## Aufführungen temporär
- 1990 – „Klanggarten Vol. I“, LGS Würzburg
- 1990 – „Klanggarten Vol. I“ „Festival des Hörens“ in Erlangen
- 1993 – „Klanggarten Vol. II“, IGA Stuttgart EXPO
- 1994 – „Klanggarten Vol. I“, LGS Bad Dürrheim
- 1994 – „Klanggarten Vol. I“, LGS Paderborn
- 1995 – „Klanggarten Vol. II“, BUGA Cottbus
- 1997 – „Klanggarten Vol. I“ anlässlich der Ausstellung „Erlebnisfeld der Sinne“ in Großenhain
- 1997 – „Klanggarten Vol. II“, LGS Mosbach
- 1999 – „Klanggarten Vol. III“, LGS Olbersdorf/Zittau
- 2001 – „Klanggarten Vol. II“, Hofgarten der Residenz Würzburg
- 2002 – „Klanggarten“ in Alzenau
- 2003 – Natur in Roth
- 2003 – Hofgarten der Residenz Würzburg
- 2004 – LGS Nordhausen
- 2005 – Beitrag zur Kunstausstellung „Spurensuche“ in Großenhain
- 2005 – Klanggarten Kunstausstellung „Kunstwerk 3“ in Roth
- 2006 – „Klanggarten I“ im Hofgarten der Residenz Würzburg
- 2007 – „Klanggarten III“ in Nieheim
- 2008 – „Klanggarten“ im Palmengarten in Frankfurt am Main
- 2009 – „Klanggarten Vol.III“ auf der Gartenschau „Natur in Rain 2009“
- 2010 – „KlanggartenVol.III“ auf der Gartenschau in Bad Nauheim
- 2014 – „Klanggarten“ auf der Gartenschau Gießen
- 2017 – „Klanggarten“ auf der Gartenschau Apolda
- 2020 – 30 JAhre Jubiläum „Klanggarten Vol.I“ im Park der Umweltstation Würzburg
- 2021 – „Klanggarten Vol. II“ im Park der Umweltstation Würzburg

## Festinstallationen
- 1995 – Installation „Klanggarten“ in Bad Sassendorf
- 1999 – Installation „Klanggarten“ Bad Mergentheim
- 2000 – Installation „Klanggarten“ Bad Kissingen
- 2002 – Installation „Klanggarten“ Karlstadt
- 2005 – Installation „Klanggarten“ in Bad Zwesten
- 2006 – Installation „Klanggarten“ Meran / Italien